# Темпи інфляції
Те́мпи інфля́ції  (англ. Inflation (Inflation Rate) — середньорічне збільшення загального рівня цін у відсотках.
Гіперінфляція — це інфляційний процес з надзвичайно високими темпами інфляції, наприклад 1 000 %, 1 000 000 % або навіть 1 000 000 000 % в рік. Інфляційний процес з темпами в 50, 100 або 200 % в рік називають галопуючою інфляцією.
Стримана інфляція — це такий загальний темп росту цін, який не приводить до значного порушення співвідношення цін або прибутків.
Помірна (нормальна) інфляція — традиційно так називають інфляцію темп якої відображається числом ціле якого записане однією цифрою, тобто з темпом менше 10 % на рік.